# Horacio José Álvarez
Mons. Horacio José Álvarez (* 24. února 1957 Córdoba) je argentinský římskokatolický duchovní a pomocný biskup arcidiecéze Córdoba.

## Život
Narodil se 24. února 1957 v Córdobě.
Vstoupil do kněžského semináře v rodném městě. Po studiu teologie a filosofie byl 3. prosince 1981 vysvěcen na kněze a inkardinován do arcidiecéze Córdoba. Po vysvěcení působil ve farnostech Córdoby;  Nuestra Señora Madre de Dios y Madre de la Iglesia, Madre del Redentor y de los Santos Juan y Pablo a San José. Poté se stal rektorem a profesorem semináře.
Byl jmenován sekretářem Rady kněží a biskupským vikářem pro laiky. Před jmenováním biskupem sloužil ve farnosti  Ascensión del Señor.
Dne 11. srpna 2023 jej papež František jmenoval pomocným biskupem arcidiecéze Córdoba a titulárním biskupem z Cubdy. Biskupské svěcení přijal 3. listopadu z rukou kardinála Ángela Sixta Rossiho a spolusvětiteli byli arcibiskup Carlos José Ñáñez, arcibiskup José María Arancibia, biskup Esteban María Laxague a biskup Juan Carlos Romanin.